# خطآن يصنعان صوابا
مغالطة خطآن يصنعان صوابا أو مغالطة الإشارة إلى خطأ آخر هي مغالطة تحدث حينما يتذرع المُغالط بأن هناك من يصنع الشيء نفسه، بما يجعله مقبولاً. وهي تسير على النحو التالي:
1. شخصاً ما (أ) يمارس الفعل (س)، أو سوف يمارس الفعل (س) لو استطاع.
2. شخص (ب) يستنتج أن الفعل (س) صحيح أو مقبول.

تعتبر كل من عبارة «خطآن يصنعان صواباً» وعبارة «خطآن لا يصنعان صواباً» في الخطابة والأخلاق أدلة على المعايير الفلسفية. تعتبر عبارة «خطآن يصنعان صواباً» بمثابة مغالطة أهميّة، حيث تتم مواجهة ادّعاء ارتكاب مخالفة ما بادّعاء مماثل. أما العبارة النقيضة «خطآن لا يصنعان صواباً» هي العبارة المستخدمة من أجل توبيخ أو نبذ السلوك الخاطئ كردّ فعل على تجاوز المخالفة.

## التاريخ
تظهر عبارة «خطآن ينتجان صواباً» في قصيدة مؤرّخة في عام 1734، وتمّ نشرها في مجلّة لندن.

## أمثلة
هذه مغالطة غير رسمية تحدث عندما نفترض أنّه إذا تمّ ارتكاب خطأ ما، فسوف يلغيها خطأ آخر.
- المتحدّث الأول: يجب ألا تختلس المال من صاحب العمل، هذا أمر مخالف للقانون.
- لمتحدّث الثاني: صاحب العمل لا يدفع ضرائبه، هذا مخالف للقانون أيضاً!

إذا كان المتحدّث الثاني يؤمن بمبدأ «اتبّاع القانون»، فإن فرضيّته غير المعلنة هي أن خرق القانون (أو الخطأ) يمكن أن يتم تبريره، طالما أن الطرف الآخر يخرق القانون أيضاً. ومع ذلك، إذا كان المتحدّث الثاني يؤمن بمبدأ «من المقبول خرق القانون بما يتعلق بالأشخاص الذين يخرقون القانون بالأصل» فهو هنا لا يرتكب أي مغالطة منطقية. من المحادثة السابقة، من المستحيل أن نعرف ما يؤمن به المتحدّث الثاني.
غالباً ما يتم استعمال هذه المغالطة باعتبارها «تجاهل المطلوب»، أو محاولة لتغيير أو صرف الانتباه عن المشكلة، فمثلاً:
- المتحدّث الأول: كذب الرئيس ويليامز في شهادته أمام الكونغرس. يجب ألا يفعل ذلك.
- المتحدّث الثاني: لكنّك تتجاهل حقيقة أن الرئيس روبرتس كذب في شهادته أمام الكونغرس!

حتّى ولو كذب الرئيس روبرتس في شهادته أمام الكونغرس، فإن هذا لا يعني أنّه من المقبول أن يكذب الرئيس ويليامز أيضاً. (في أفضل الأحوال، هذا يعني أن ويليامز ليس أفضل من روبرتس). من خلال التذرّع بالمغالطة، يتم تجاهل قضيّة الكذب المتنازع عليها.
مغالطة «التوسل بالنفاق» هي نوع محدد من مغالطة «خطآن يصنعان صواباً». اتهام شخص آخر بعدم ممارسة ما يقول، على الرغم من أنّها مناسبة في بعض الحالات، إلا أنها لا تؤدّي بحدّ ذاتها إلى إبطال فعل أو مناقضة إفادة.

## النقد
انتقد الباحث غريغوري س. كافكا الاستخدام الشائع للمصطلح في مجال أخلاقيات العمل وأخلاقيات الأعمال. يشير كافكا إلى المفاهيم الفلسفية للثأر من قبل توماس هوبز؛ ويذكر أنّه إذا تمّ انتهاك ما يفترض بأنّه معيار أخلاقي أو قاعدة اجتماعية مشتركة بشكل كاف في المجتمع، فإنّه من الممكن للفرد أو المجموعة داخل المجتمع كسر نفس المعيار أو القاعدة لأن هذا يتيح لهم ألا يكونوا محرومين بشكل غير عادل. وكذلك الأمر في ظروف محددة، حيث يمكن انتهاك انتهاكات القواعد الاجتماعية إذا تمّ القيام بها كردّ مباشر على الانتهاكات الأخرى. على سبيل المثال، يذكر كافكا أنّه من الخطأ حرمان شخص ما من ممتلكاته، ولكن الصواب سيكون استرداد الممتلكات من مجرم سرق هذه الممتلكات في المقام الأول. ويذكر أيضاً أنه يجب على المرء أن يحرص على عدم استعمال هذا الغموض كذريعة لانتهاك القواعد الأخلاقية.
كتب الصحفي المحافظ فيكتور لاسكي في كتابه «لم يبدأ الأمر بووترغيت» أنّه على الرغم من أن الخطأين لا يصنعان صواباً، إلا أنّه إذا تمّ القيام بمجموعة من الأشياء غير الأخلاقية وتركت دون متابعة، فإن هذا يخلق سابقة قانونية. وبالتالي، فإن الأشخاص الذين يرتكبون نفس الأخطاء، يتوقعون في المستقبل بشكل عقلاني أن يفلتوا بذلك أيضاً. يستخدم لاسكي مقياساً يعتمد على المقارنة بين تنصت جون ف. كينيدي على المكالمات الهاتفية الخاصة بمارتن لوثر كينغ الابن (والذي لم يؤدّي إلى أي شيء)، وتصرفات ريتشارد نيكسون في ووترغيت (والتي اعتقد نيكسون أنّها لن تؤدّي إلى أي شيء أيضاً).

## خطآن لا يصنعان صواباً
خطآن لا يصنعان صواباً، هو العبارة المتناقضة مع مغالطة «خطآن يصنعان صواباً»، أي أن الفعل الخاطئ ليس طريقة عمليّة أو مناسبة من الناحية الأخلاقية لتصحيح أو إلغاء فعل سابق خاطئ أو مخالف للقانون.